# ハムリン郡 (サウスダコタ州)
ハムリン郡（英: Hamlin County）は、アメリカ合衆国サウスダコタ州の東部に位置する郡である。2010年国勢調査での人口は5,903人であり、2000年の5,540人から6.6％増加した。郡庁所在地はヘイティー町（人口381人）であり、同郡で人口最大の町はエステリン市（人口768人）である。郡名はエイブラハム・リンカーン大統領の政権で最初の副大統領を務めたハンニバル・ハムリンに因んで名付けられた。
ハムリン郡はコディントン郡と共にウォータータウン小都市圏を構成している。

## 地理
アメリカ合衆国国勢調査局に拠れば、郡域全面積は538平方マイル (1,393.4 km2)であり、このうち陸地は507平方マイル (1,313.1 km2)、水域は31平方マイル (80.3 km2)で水域率は5.78％である。

### 主要高規格道路
| - 州間高速道路29号線 - アメリカ国道81号線 - サウスダコタ州道21号線 - サウスダコタ州道22号線 | - サウスダコタ州道28号線 |

### 隣接する郡
- コディントン郡 - 北
- ドゥール郡 - 東
- ブルッキングズ郡 - 南東
- キングスベリー郡 - 南西
- クラーク郡 - 西

## 人口動態
以下は2000年の国勢調査による人口統計データである。
| 基礎データ - 人口: 5,540人 - 世帯数: 2,048 世帯 - 家族数: 1,452 家族 - 人口密度: 4人/km2（11人/mi2） - 住居数: 2,626軒 - 住居密度: 2軒/km2（5軒/mi2） 人種別人口構成 - 白人: 98.48% - アフリカン・アメリカン: 0.13% - ネイティブ・アメリカン: 0.58% - アジア人: 0.18% - その他の人種: 0.11% - 混血: 0.52% - ヒスパニック・ラテン系: 0.63% 先祖による構成 - ドイツ系：28.7％ - ノルウェー系：21.8％ - フィンランド系：13.0％ - アメリカ人：7.6％ 言語による構成 - 英語：95.2％ - ドイツ語：2.6％ - スペイン語：1.5％ 年齢別人口構成 - 18歳未満: 29.4% - 18-24歳: 6.9% - 25-44歳: 24.0% - 45-64歳: 20.5% - 65歳以上: 19.2% - 年齢の中央値: 38歳 - 性比（女性100人あたり男性の人口） - 総人口: 98.9 - 18歳以上: 96.8 | 世帯と家族（対世帯数） - 18歳未満の子供がいる: 33.8% - 結婚・同居している夫婦:63.5% - 未婚・離婚・死別女性が世帯主: 4.8% - 非家族世帯: 29.1% - 単身世帯: 27.0% - 65歳以上の老人1人暮らし: 14.5% - 平均構成人数 - 世帯: 2.62人 - 家族: 3.22人 収入と家計 - 収入の中央値 - 世帯: 33,851米ドル - 家族: 41,511米ドル - 性別 - 男性: 28,446米ドル - 女性: 21,412米ドル - 人口1人あたり収入: 16,982米ドル - 貧困線以下 - 対人口: 12.1% - 対家族数: 7.2% - 18歳未満: 17.0% - 65歳以上: 14.3% |

## 都市と町
- ブライアント
- キャッスルウッド
- デンプスター
- エステリン
- ヘイティー - 郡庁所在地
- ヘイゼル
- レイクノーデン
- トーマス

### 郡区
ハムリン郡は下記13の郡区に分けられている。
| - ブラントフォード - キャッスルウッド - クリーブランド - デンプスター - ディクソン - エステリン - フローレンス | - ガーフィールド - ハムリン - ヘイティー - ノーデン - オプダール - オクスフォード |